# Анабиоз (литературный проект)
«Анабиоз» — межавторская серия фантастических романов, издававшаяся в 2011—2020 годах. Серия названа по одноимённой книге известных российских писателей-фантастов Сергея Палия и Алексея Гравицкого. Идея серии и мира принадлежит Сергею Палию.
Журнал Мир Фантастики назвал «Анабиоз» главным фантастическим проектом осени. По итогам 2011 года серии было присвоено звание «Проект года».

## Идея проекта
Автор идеи Сергей Палий представляет концепцию проекта как «перезапуск человечества».
Серия книг рассказывает о недалеком будущем, в котором все человечество по необъяснимым причинам впадает в анабиоз примерно на 30 лет. За это время полностью разрушается созданная цивилизацией инфраструктура. Отсутствие техники, медикаментов, представления о том, как добывать пищу, защищаться от диких животных и т. д. ставит немногих выживших в тяжелейшие условия. Кроме того, одной из главных угроз является анархия. Алексей Гравицкий, один из авторов серии, говорит о том что «Анабиоз» является «попыткой показать человечеству реальную ценность достижений цивилизации, попыткой дать возможность переосмыслить какие-то ценности и пойти иным путём».

## Книги
| Книга               | Автор                           | Дата выхода      | Основные персонажи                                                | Место действия                                                        | Основная сюжетная линия |
| ------------------- | ------------------------------- | ---------------- | ----------------------------------------------------------------- | --------------------------------------------------------------------- | --- |
| Анабиоз             | Сергей Палий, Алексей Гравицкий | 29 сентября 2011 | Глеб, Борис                                                       | Москва                                                                | После 30 лет анабиоза братья Борис и Глеб приходят в себя недалеко от аэропорта Внуково. Они отправляются в центр разрушенной Москвы на поиски девушки Глеба Эли, параллельно пытаясь выяснить, что произошло. |
| Мигранты            | Виктор Косенков                 | 29 октября 2011  | Игорь Морозов                                                     | Таллин                                                                | Игорь Морозов очнулся на пароме у берегов Эстонии. В разрушенном Таллине он ищет своего сына, но получает на руки целый детский сад из пятерых детей, которым помогает выжить. |
| Марш мародеров      | Сергей Волков                   | 29 ноября 2011   | Ник, Эн, Хал                                                      | Казань                                                                | Казань находится во власти мародеров, бандитов и диких зверей. Помимо прочего, в ней растет напряжение из-за действий религиозного лидера — Монаха. Главные герои пытаются помочь сначала членам своей общины, а затем — всем жителям города. |
| Корейский Коридор   | Илья Тё                         | 19 декабря 2011  | Мисс Мэри                                                         | Сеул                                                                  | По непонятным причинам Мисс Мэри проснулась на два месяца позже других. За эти два месяца успел сформироваться «Корейский коридор» — местность на побережье с разрушенным Сеулом в центре, управляемая бывшими американскими военными и бандами людоедов из числа местного населения. Мисс Мэри и её спутники пытаются выжить и узнать правду о произошедшей с планетой катастрофе. |
| Ковчег              | Иван Кузнецов                   | 24 января 2012   | Николай Климов, Игорь Вержбицкий, Александр «Сан Саныч» Неробелов | Самара                                                                | Плотина Жигулёвской ГЭС разрушена. Незадолго до пробуждения Самару практически полностью затопило, лишь последние этажи зданий остались над водой. Николай Климов с группой выживших выбирается на сушу, чтобы возродить родной город. Но бандитская группировка не намерена делиться лёгкой добычей. |
| Сын зари            | Дмитрий Казаков                 | 27 февраля 2012  | Кирилл Вдовин, майор Дериев                                       | Нижний Новгород                                                       | Анабиоз не для всех проходит бесследно. Бывший журналист Кирилл Вдовин обнаруживает у себя способность видеть фрагменты будущего. Не понимая толком, дар это или проклятие, Кирилл прибивается к коммуне майора Дериева. Дериев управляет крупным районом Нижнего Новгорода. Своей задачей майор видит возрождение цивилизации и для достижения этой цели использует любые средства. В парне со странными способностями он видит опасного конкурента, и не напрасно — ведь тот отличный оратор и прекрасно знаком со священными текстами. Кирилл не просто собирает свою общину, он создает новую религию, его оружие — слово. По городу уже ползут слухи о новом мессии, Сыне Зари. |
| Новая Сибирь        | Юрий Бурносов                   | 29 марта 2012    | Антон Кочкарев, Френсис «Принц» Мбеле, Лариса Реденс              | Новосибирск                                                           | Клоун, бывший театральный актёр, подрабатывающий на корпоративах, футболист с мировым именем, форвард ФК «Сибирь» и сержант полиции проснулись в новосибирском Академгородке, и им сразу же пришлось бороться за свою жизнь. Они должны выбраться из храма науки, превратившегося в место разборок одичавших банд, пережить зиму в тайге, наладить быт, освоить навыки рыбалки и охоты, а Ларисе даже родить и выходить ребёнка. И вот, когда, казалось бы, жизнь наладилась, крошечное благополучие рушится, сметенное новым, жестоким порядком. Со стороны города идут заготовительные отряды, а среди небольших поселений начинается междоусобица. |
| Город страшных снов | Ежи Тумановский                 | 29 апреля 2012   | Егор                                                              | Екатеринбург                                                          | Обычный программист из Екатеринбурга просыпается после затянувшейся ночной работы в квартире, которая выглядит нежилой. После непонятной катастрофы улицы усыпаны не только отшлифованными временем человеческими костями, но и отлично сохранившимися телами. Обнаружив других проснувшихся, Егор понимает, что в его родном городе люди пробуждаются постепенно, согласно никому не понятной логике. Не желая жить по правилам других, Егор организует собственную общину, ставя в её основу необычный принцип: сохранять тела тех, кто ещё не проснулся. Егору с верными друзьями придётся защищать свой новый дом и тот небольшой мирок, в котором они пытаются возродить жизнь. |
| Вернуться в небо    | Роман Куликов                   | 29 мая 2012      | Руслан Павлов                                                     | Борт МКС, Пенза                                                       | Руслан Павлов очнулся на борту Международной космической станции. Вокруг пустота, в иллюминаторе Земля, покрытая странными пятнами. Напарник погиб в открытом космосе, а сама станция сошла с орбиты и вот-вот сгорит в атмосфере. Перед тем, как совершить аварийную посадку в спускаемом модуле, Руслан видит масштаб катастрофы, случившейся с планетой. Он становится обладателем уникальных знаний. Руслану предстоит вернуться на Землю, влиться в общину проснувшихся в Пензе, помочь своим новым товарищам защититься от диких зверей и не менее опасных отрядов полицейских под руководством жестокого и беспощадного майора Юрасова. Но главная проблема в том, что во время посадки спускаемый аппарат прошёл через странное золотистое свечение, которое космонавт видел ещё с орбиты. Руслан пытается раскрыть эту загадку. Но необычный янтарный свет оказывается коварнее. |
| Путь домой          | Алексей Гравицкий               | 24 июля 2012     | Сергей                                                            | Таиланд, Рига, Великий Новгород                                       | Заработать и уехать из России мечтал простой менеджер Сергей. В Москве его ничто не держит. Семьи нет, родители умерли, работа навевает тоску. Друзей он может пересчитать по пальцам, любовь так и не нашёл. Самое время уехать и начать жизнь с чистого листа. Мечта сбылась. Анабиоз застал Сергея посреди Паттайи — облюбованного туристами тайского городка. Но край вечного лета отчего-то не принёс долгожданного счастья. Теперь он хочет вернуться домой. Но как? Анабиоз не пощадил ни самолёты, ни корабли, ни поезда. Сергей находит нестандартный выход и отправляется в долгий, полный опасностей путь. Ему предстоит найти врагов, потерять друзей и разобраться в самом себе. |
| Парижская бездна    | Сергей Волков                   | 7 февраля 2020   | Ник, Филатов                                                      | Казань, Цивильск, Омск, Барнаул, Иркутск, Свердловская область, Париж | Бывший тренер по стрельбе из лука Никита Проскурин и его таинственный спутник Филатов, предпринимают долгое путешествие от одного человеческого анклава к другому в поисках причин и виновников Катаклизма. Они руководствуются жестким принципом одиночек: «Когда вокруг зло, добро — это мы». Бандиты в Цивильске, Омская фашистская диктатура, Барнаульский коммунизм, Иркутский капитализм, баронская анархия Франции, Париж как арена столкновений различных группировок — Нику и Филатову придется пройти через все это, столкнуться с загадочными обитателями Судорог, чтобы в конечном итоге прикоснуться к одной из величайших тайн мироздания. |

## Авторы
- Сергей Палий
- Алексей Гравицкий
- Виктор Косенков
- Сергей Волков
- Илья Тё
- Иван Кузнецов
- Дмитрий Казаков
- Юрий Бурносов
- Роман Куликов
- Ежи Тумановский

## Интересные факты
- Действие каждой книги серии происходит в новом городе. Уже представлены в проекте: Москва, Таллин, Казань, Сеул, Самара, Нижний Новгород, Новосибирск, Екатеринбург, Пенза.
- Для проекта была написана песня Anabioz, которую исполняет группа Melancholy. Автор текста — Сергей Палий.
- При написании книг авторы, в частности, вдохновлялись сериалом «Жизнь после людей». По их словам, «тридцать лет — это достаточный срок, чтобы города заросли, животные отвыкли от человека, последствия техногенных катастроф сгладились бы»[4].

## Критика
В интервью фэнзину «Проект Периметр» писатель Роман Глушков подверг критике мир Анабиоза, выделив несколько слабых сторон конструирования концепции. Он обратил внимание на то, что неизвестно, почему люди выжили после 30 лет сна, когда к гибели человечества могло привести множество причин: истощение и обезвоживание, переохлаждение либо перегрев, проникновение бактерий, атаки животных и т. д. Впоследствии авторы «Анабиоза» неоднократно упомянули в своих онлайн-дневниках, в интервью и на презентации проекта в Московском доме книги 17 декабря 2011 года, что никаких недоработок в концепции мира не было, все было заранее продумано, и изначально планировалось объяснять тайны и загадки постепенно.